# Kirchenbrand in Gizeh
Bei einem Brand der Abu-Sefein-Kirche in Gizeh in Ägypten am 14. August 2022 sind mindestens 41 Menschen ums Leben gekommen und weitere 45 verletzt worden. Die Brandursache in der koptischen Kirche ist unklar; die ägyptische Polizei vermutet einen Kurzschluss einer Klimaanlage.

## Hintergrund
Die Abu-Sefein-Kirche (Schreibweise auch Abu-Sifin-Kirche) ist eine der größten Kirchen in Gizeh, der drittgrößten Stadt Ägyptens nahe Kairo. Die ägyptische Gesetzgebung regelt den Bau von Kirchen streng und erfordert seit jeher ein Dekret des Präsidenten, um eine Baugenehmigung zu erhalten. Da es schwierig ist, eine Genehmigung für den Kirchenbau zu erhalten, sind ungenehmigte Bauvorhaben weit verbreitet, bei denen häufig die Brandschutzvorschriften nicht eingehalten werden.
Elektrische Brände kommen in Ägypten häufig vor, da die Bau- und Inspektionsstandards unzureichend sind und mangelhaft durchgesetzt werden. Beispielsweise starben 2002 bei einem Brand eines Zuges, der sich auf mehrere Personenwagen ausbreitete, 383 Menschen und in jüngerer Zeit kamen bei einem Brand in einer Bekleidungsfabrik außerhalb von Kairo 20 Menschen ums Leben.

## Unfallhergang
Der Brand ereignete sich in der Abu-Sefein-Kirche im Viertel Imbaba von Gizeh. Zur Zeit des Gottesdienstes besuchten rund 5000 Personen die Kirche. Dem Innenministerium zufolge gab es einen elektrischen Kurzschluss in einer defekten Klimaanlage im zweiten Stockwerk des Gebäudes. Infolgedessen kam es zu einem lokalen Stromausfall, ehe sich Flammen und Rauch zum Ende des Gottesdienstes gegen 9 Uhr ausgebreitet haben sollen. Die Gläubigen sollen sich im dritten und vierten Stockwerk aufgehalten haben. Der Priester einer benachbarten Kirche sagte, dass die Kinder in höhere Stockwerke gebracht worden seien, um dem Feuer zu entkommen, anstatt aus dem Gebäude gebracht zu werden. Augenzeugen berichteten, dass Menschen versuchten, sich aus den oberen Stockwerken in Sicherheit zu bringen, um dem Feuer zu entkommen. Berichten zufolge eilten Umstehende in die Kirche, um bei der Rettung der Eingeschlossenen zu helfen, bis dann die Intensität des Feuers und der Rauch zu überwältigend wurden. Bei der Flucht durch das Treppenhaus kam es zu einer Massenpanik.
Löscharbeiten des Zivilschutzes brachten den Brand nach etwa zwei Stunden unter Kontrolle. Dreißig Krankenwagen brachten Verletzte in Krankenhäuser. Ein örtliches Krankenhaus verzeichnete 20 Tote, darunter 10 Kinder, während ein anderes örtliches Krankenhaus 21 Verstorbene registrierte.
Unter den Todesopfern sind neben dem Priester überwiegend Kinder, da das Gebäude auch eine Kindertagesstätte beherbergte. Nach Angaben des Gesundheitsministeriums starben die meisten infolge des Rauchs und der Panik.
Die Zahl der Todesopfer war eine der höchsten in der jüngeren Geschichte Ägyptens. Der Oberste Staatsanwalt Ägyptens ordnete eine Untersuchung des Brandes an.

## Reaktionen
Ägyptens Präsident Abd al-Fattah as-Sisi bekundete sein Beileid und versprach auf Facebook Unterstützung zur Aufklärung. Die Regierung unter Premierminister Mustafa Madbuli kündigte die Auszahlung an Hinterbliebene von 100.000 ägyptischen Pfund (rund € 5.000) sowie 20.000 Pfund (rund € 1.000) an Verletzte an. Die al-Azhar-Moschee und weitere zivilgesellschaftliche Gruppen kündigten eine zusätzliche Unterstützung von 50.000 Pfund an. Der Scheich der Azhar Ahmad al-Tayyib sprach dem koptischen Papst Tawadros II. sein Beileid aus.
Obwohl die Kopten in Ägypten mit Diskriminierung, Angriffen und religiöser Gewalt konfrontiert sind, gehen sowohl die kirchlichen Behörden als auch die ägyptischen staatlichen Stellen davon aus, dass es sich bei diesem Brand um einen Unfall handelt.